# Ligne de Caen à Vire
La ligne de Caen à Vire est une ligne du réseau ferré français ouverte entre 1886 et 1891 pour relier Caen à Vire en passant par le Bocage virois. La ligne a été fermée au trafic voyageurs en 1938. Après la Seconde Guerre mondiale, la ligne a également été fermée au transport de marchandises en plusieurs étapes. Par la suite, elle a été déclassée, puis déposée.
Elle constituait la ligne 413 000 du réseau ferré national.

## Histoire

### Genèse du projet
L'agglomération caennaise a été reliée à Paris par le chemin de fer à partir de 1855. Vire a été atteint en 1867 par les trains en provenance de la gare de Paris-Montparnasse par la gare de Flers-de-l'Orne ; trois ans plus tard la ligne est prolongée jusqu'à Granville. Ces deux liaisons suivaient un axe est-ouest au départ de la capitale. Mais il n'existait alors aucune liaison transversale qui eut permis de relier directement la préfecture du Calvados et sa sous-préfecture. Le voyageur devait en effet faire un grand détour en prenant la ligne Caen - Tours puis faire une correspondance à la gare d'Argentan pour prendre la ligne Paris - Granville.
Le 30 août 1869, le conseil général du Calvados décide d'étoffer le réseau ferré national en établissant cinq lignes de chemin de fer d'intérêt local. L'un de ces projets consiste en la construction d'une nouvelle ligne entre Caen et Aunay-sur-Odon. M. Amand-Guilet reçoit le 10 mars 1870 la concession de la ligne assortie d'une subvention de 1 216 000 francs. L'entrepreneur avance les fonds, mais le projet est ajournée du fait de la guerre franco-prussienne de 1870. Après la défaite, les circonstances sont peu propices au projet ; le conseil général, sur recommandation du préfet, décide le 3 novembre 1871 de temporiser le projet.
La déclaration d'utilité publique pour la construction d'une ligne de chemin de fer entre la gare de Caen et Aunay-sur-Odon est proclamée le 17 mars 1872 et la convention passée entre le département et M. Guilet est approuvée. Mais deux ans plus tard, le 5 mai 1876, la concession est résiliée. Il est également précisé que la déclaration d'utilité publique de la ligne serait annulée si une autre concession n'est pas signée dans les deux ans,.

### L'ouverture de la ligne et son exploitation
La loi du 17 juillet 1879 (dite plan Freycinet) portant classement de 181 lignes de chemin de fer dans le réseau des chemins de fer d’intérêt général retient en n° 46 une ligne de « Vire à Saint-Lô » et en n° 47, une ligne de « Fougères à Vire et à un point à déterminer entre Bayeux et Caen ».
Une loi du 7 janvier 1881 déclare à nouveau la construction d'une ligne de Vire à Saint-Lô avec embranchement vers Caen passant par ou près de Saint-Martin-des-Besaces, Aunay et Villers-Bocage d'utilité publique La ligne est concédée à titre définitif par l'État à la Compagnie des chemins de fer de l'Ouest par une convention signée entre le ministre des Travaux publics et la compagnie le 17 juillet 1883. Cette convention est approuvée par une loi le 20 novembre suivant. La ligne Caen – Aunay-Saint-George est finalement ouverte le 22 août 1886. Elle est ensuite prolongée jusqu'à la gare de Vire le 1er juin 1891.
Douze arrêts (voir schéma de ligne) sont aménagés sur la ligne, dont deux permettaient des correspondances : 
- vers Saint-Lô à la gare de Guilberville à partir de 1892,
- vers Balleroy par le chemins de fer du Calvados (voie de 60 cm) à la gare la Besace à partir de 1906.

En octobre 1911, le conseil général du Calvados présente un projet pour étayer le réseau des chemins de fer du Calvados. Deux lignes, en direction de Bayeux et Potigny, seraient venues se greffer sur l'axe Caen - Vire à Villers-Bocage et à Aunay-sur-Odon. Le projet est reporté par la Première guerre mondiale et finalement abandonné.

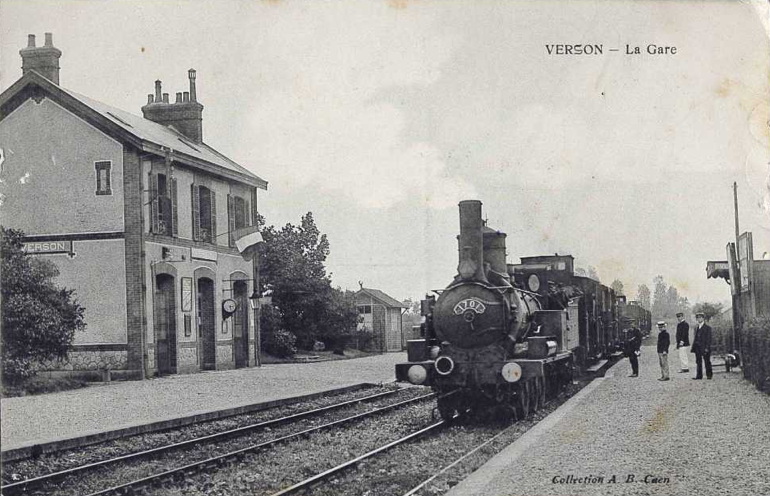
Carte postale ancienne, train en gare de Verson

La gare de Jurques était connectée par une voie étroite (60 cm) de 3 kilomètres à une mine de fer exploitée de 1895 à 1940.
À la gare de Villers-Bocage, 200 m de quais sont aménagés pour permettre le transbordement du bétail, le marché de Villers étant un des plus importants de Normandie.
La construction de nombreux ouvrages d'art a été rendue nécessaire par le relief accidenté de cette partie du massif armoricain. Le viaduc de la Souleuvre, pont en granit long de 364,20 m, a ainsi été construit de 1887 à 1889 selon les plans de Gustave Eiffel pour traverser la vallée de la Souleuvre. En 1893, quatre trains de voyageurs empruntaient quotidiennement la ligne.

### Fermeture progressive de la ligne
La Compagnie des chemins de fer de l'Ouest, à laquelle la ligne était concédée, est rachetée par l'État le 18 novembre 1908. La ligne est donc incorporée au réseau de la Compagnie des chemins de fer de l'État. En 1938, cette compagnie fusionne avec la SNCF nouvellement créée. Le conseil général du Calvados, dans son plan des transports  de voyageurs, décide de supprimer la liaison en 1937. Et c'est le 1er mars 1938 que le service voyageurs est interrompu sur la ligne. La raison évoquée est que l'exploitation devenait trop onéreuse à cause de la concurrence des transports routiers départementaux. Le conseil général du Calvados vote en mai 1938 le vœu de rétablir une relation pour les voyageurs au moyen d'une automotrice attendu que « les frais d'exploitation seraient moins élevés que pour les trains ». Mais ce vœu reste lettre morte. 
Malgré cela, le transport de marchandises est toujours assuré. Mais après la Seconde Guerre mondiale, la section centrale entre Saint-Martin-des-Besaces et Jurques est totalement fermée en 1954 et cette partie de la ligne est déclassée. Puis le service cesse d'être assuré entre Saint-Martin-des-Besaces et la Graverie en 1960, Aunay et Jurques en 1969. Le 4 avril 1972, la circulation cesse entre Louvigny et Aunay-Saint-Georges . 
Une section de ligne reste en service entre Vire et la cidrerie de la Graverie jusqu'en 1987
Afin de desservir un embranchement particulier, la circulation est maintenue entre Caen et Louvigny jusqu'au 24 septembre 1989.
L'ensemble de la ligne a été déclassé pour être déferré. Ce déclassement se fait en plusieurs étapes :
- en 1954, entre Jurques et la Besace (km 40,130 – 47,450)[22] ;
- en 1964, entre la Besace et la Graverie (km 47,700 – 67,500)[26]
- en 1973, une très courte section à la Graverie (km 67,500 – 67,726)[27] ;
- en 1975, entre Louvigny et Aunay-Saint-Georges (km 5,380 – 33,840)[28] ;
- en 1982, à la Graverie (km 67,726 – 67,746)[29] ;
- en 1994, entre Caen et Louvigny (km 1,280 – 5,380) afin de construire une nouvelle route[1] ;
- en 1995 entre la Graverie et Vire (km 67,746 – 74,648)[25].

## Vestiges
Voir l'ancienne emprise ferroviaire sur une vue satellite : Google Maps
L'emprise de la voie ferrée a en partie été reprise :
- par la route départementale 405 entre Caen et Louvigny,
- par une voie verte entre Louvigny et Bretteville-sur-Odon et entre La Graverie et Vire,
- par l'échangeur entre l'autoroute A84 et le boulevard périphérique de Caen entre Bretteville-sur-Odon et Verson
- par l'autoroute A84 entre Verson et Tournay-sur-Odon, ainsi que pour la partie orientale du contournement de Villers-Bocage.

Le souvenir de la ligne se retrouve également dans les noms de lieux : 
- rue de la Gare à Verson et à Saint-Georges-d'Aunay (gare d'Aunay - Saint-Georges)[30],
- lieu-dit la Gare à Jurques[31],
- lieu-dit la Gare à Carville[32],
- place de la Gare à La Graverie.

Le tablier métallique du viaduc de la Souleuvre a été déposé et remplacé en partie par une passerelle pour servir de base de saut à l'élastique.

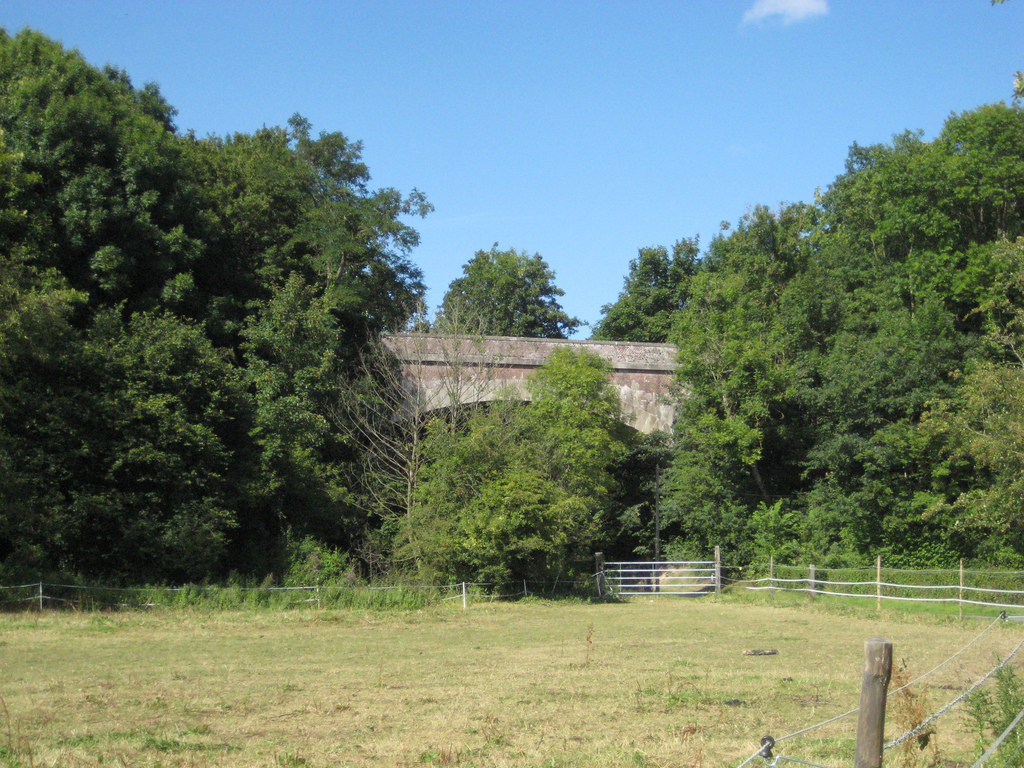
Pont enjambant l'Odon entre Louvigny et Bretteville-sur-Odon
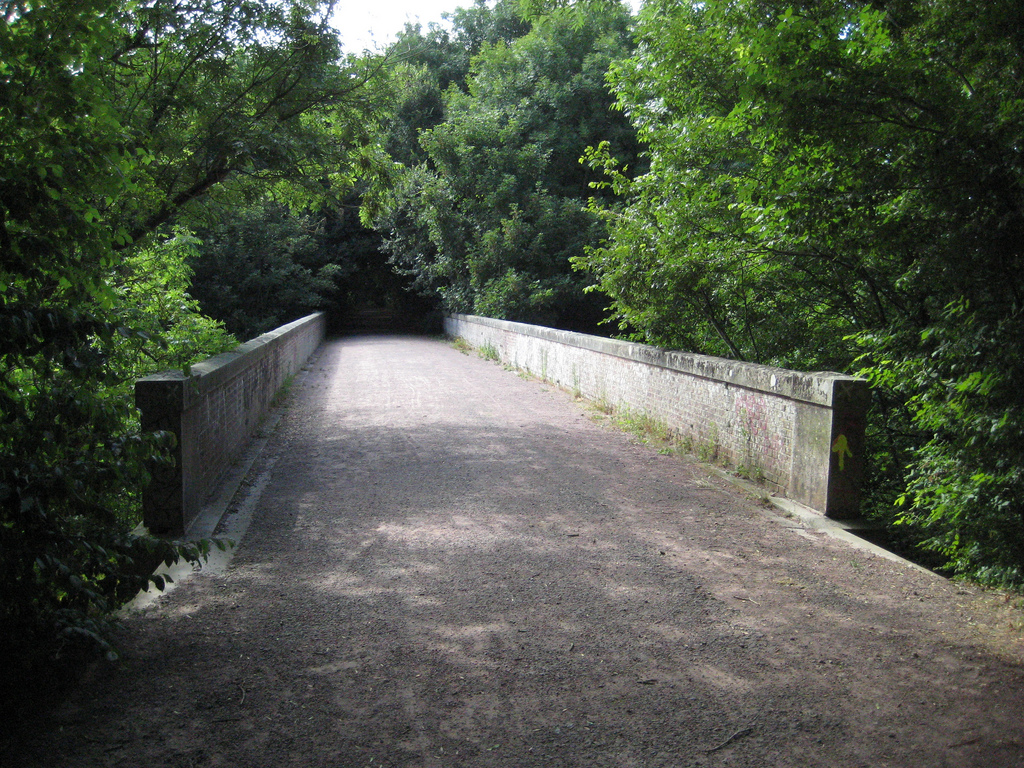
Ancienne emprise ferroviaire au niveau du pont sur l'Odon
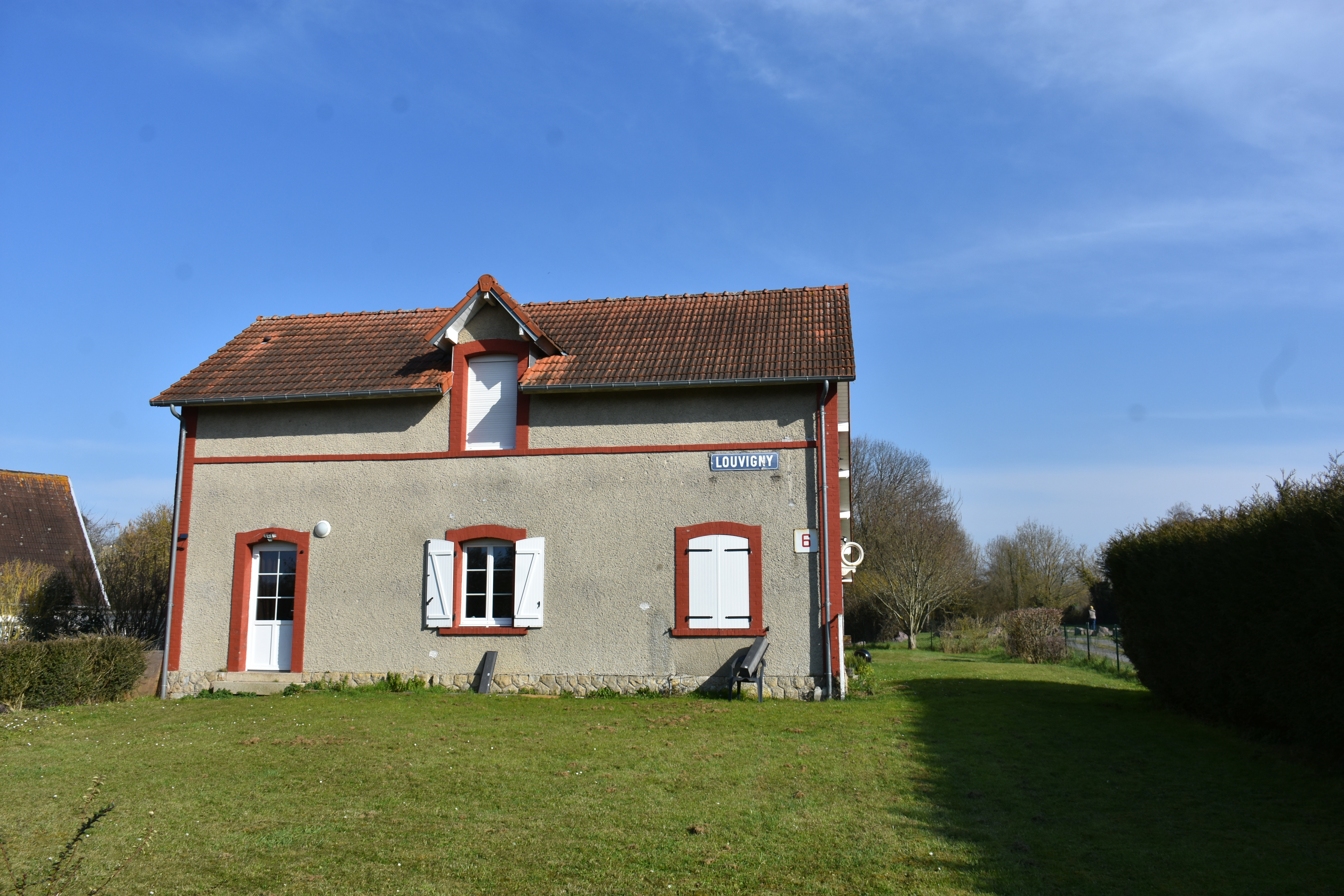
Ancienne halte de Louvigny
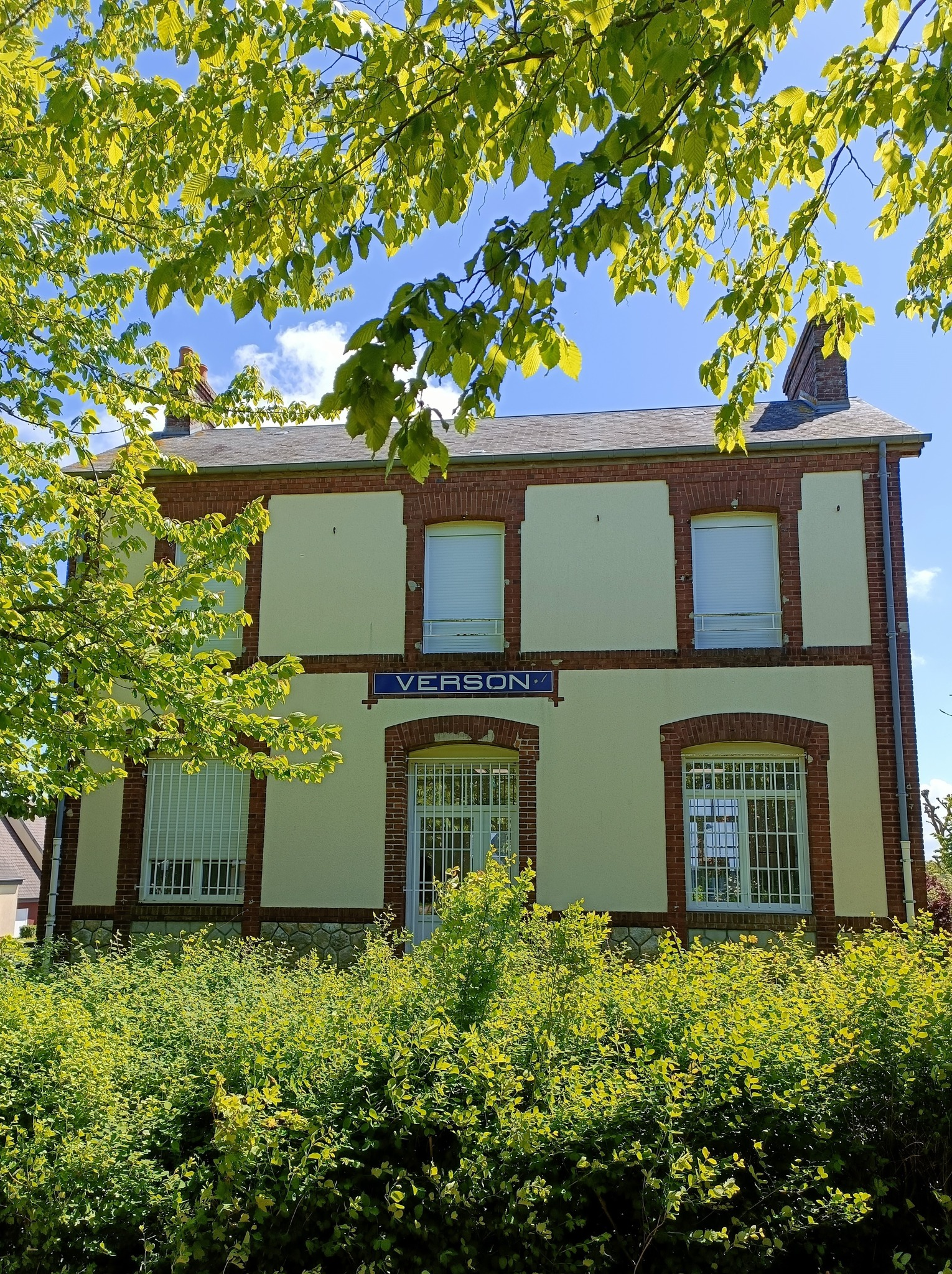
Ancienne gare de Verson en mai 2024
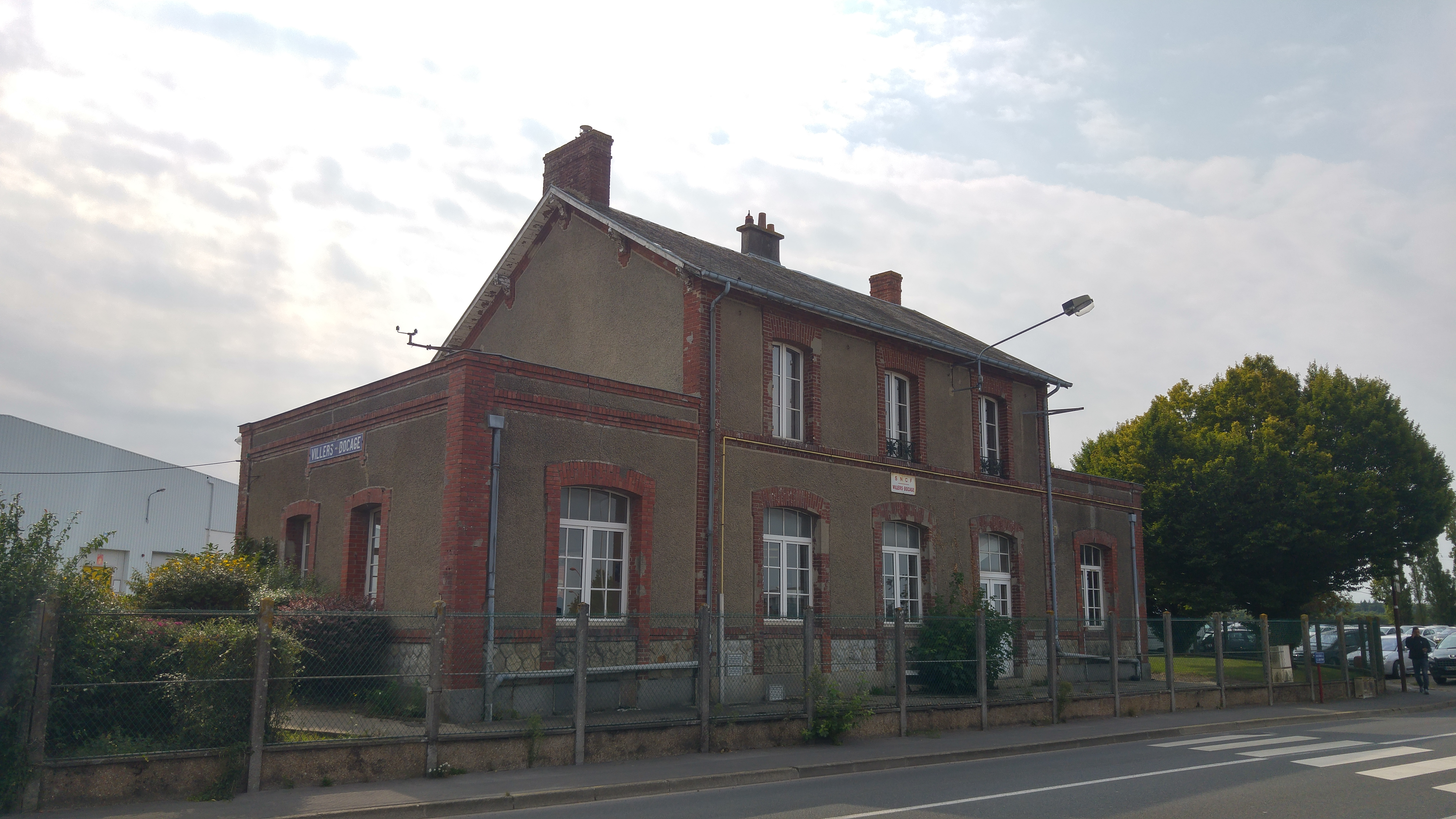
Ancienne gare de Villers-Bocage
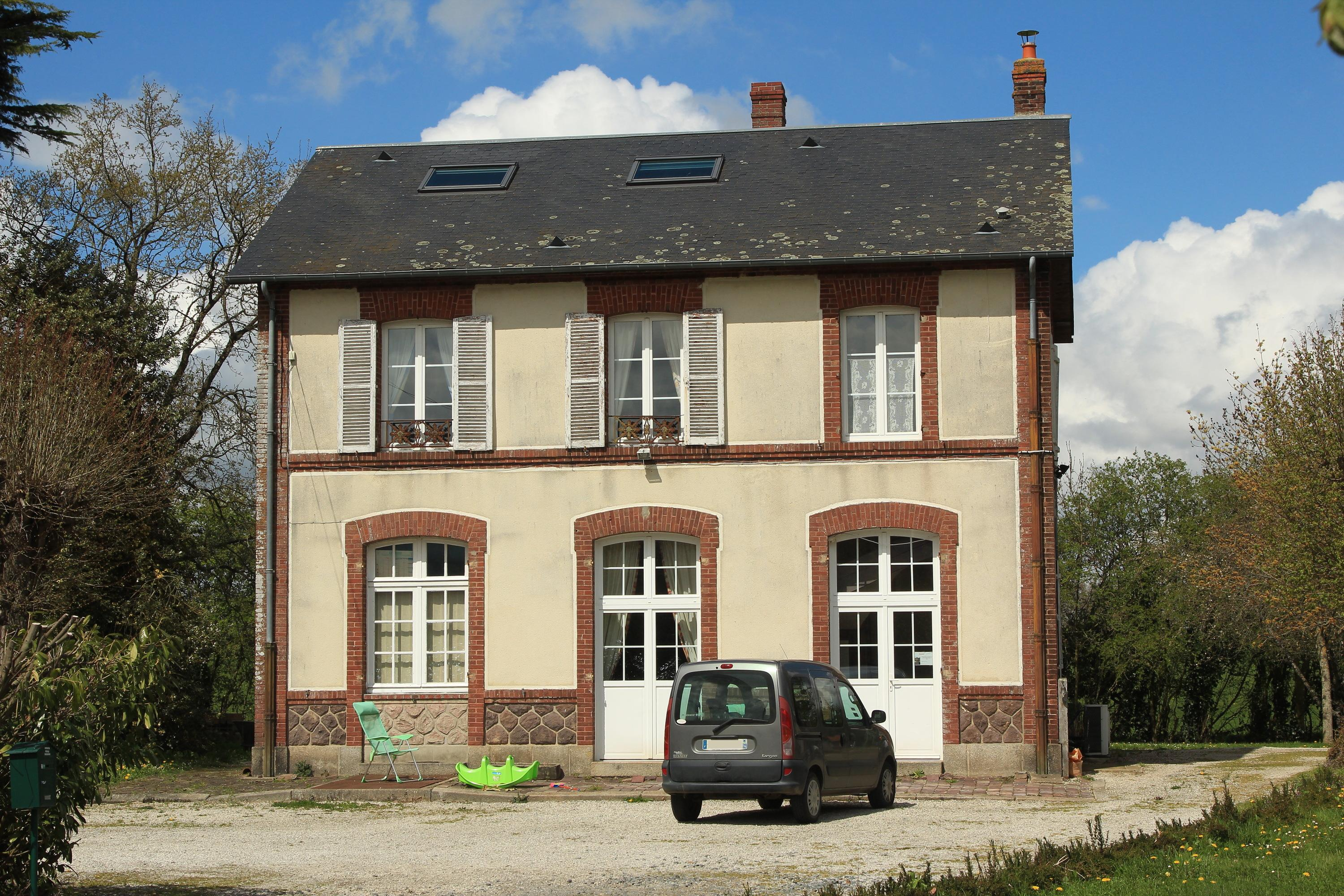
Ancienne gare d'Aunay - Saint-Georges
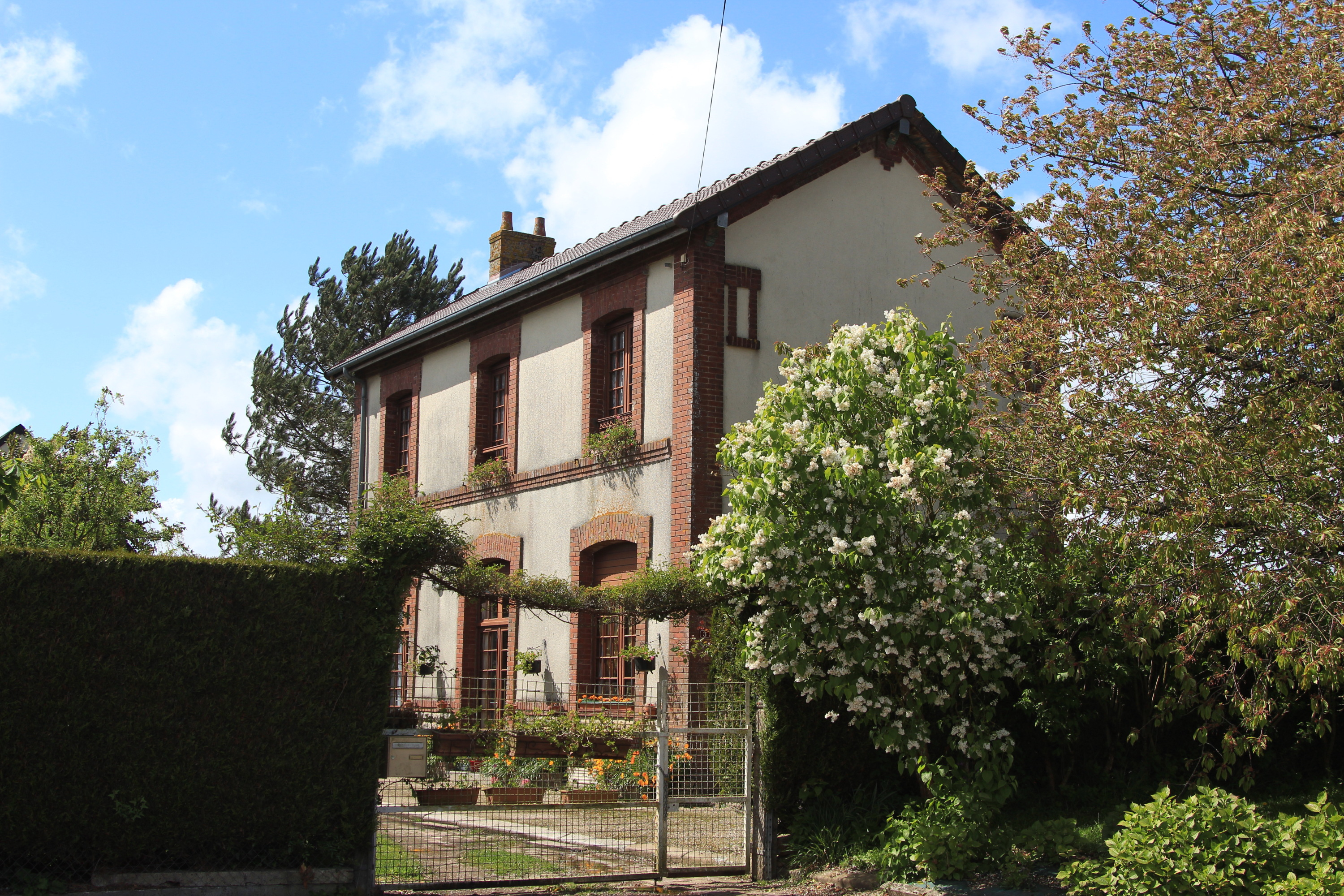
Ancienne gare de Jurques
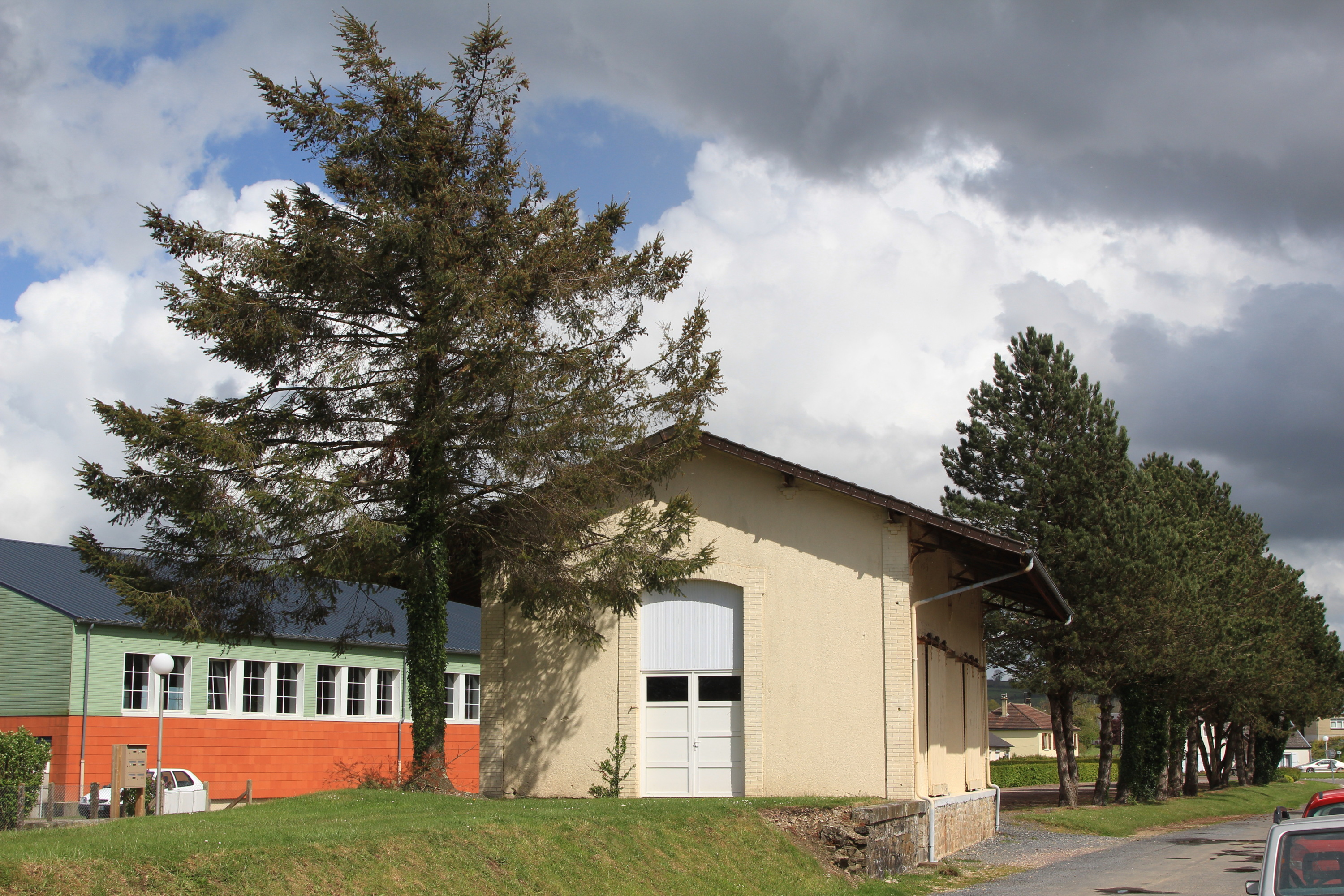
Ancienne halle marchandise de la gare de la Besace
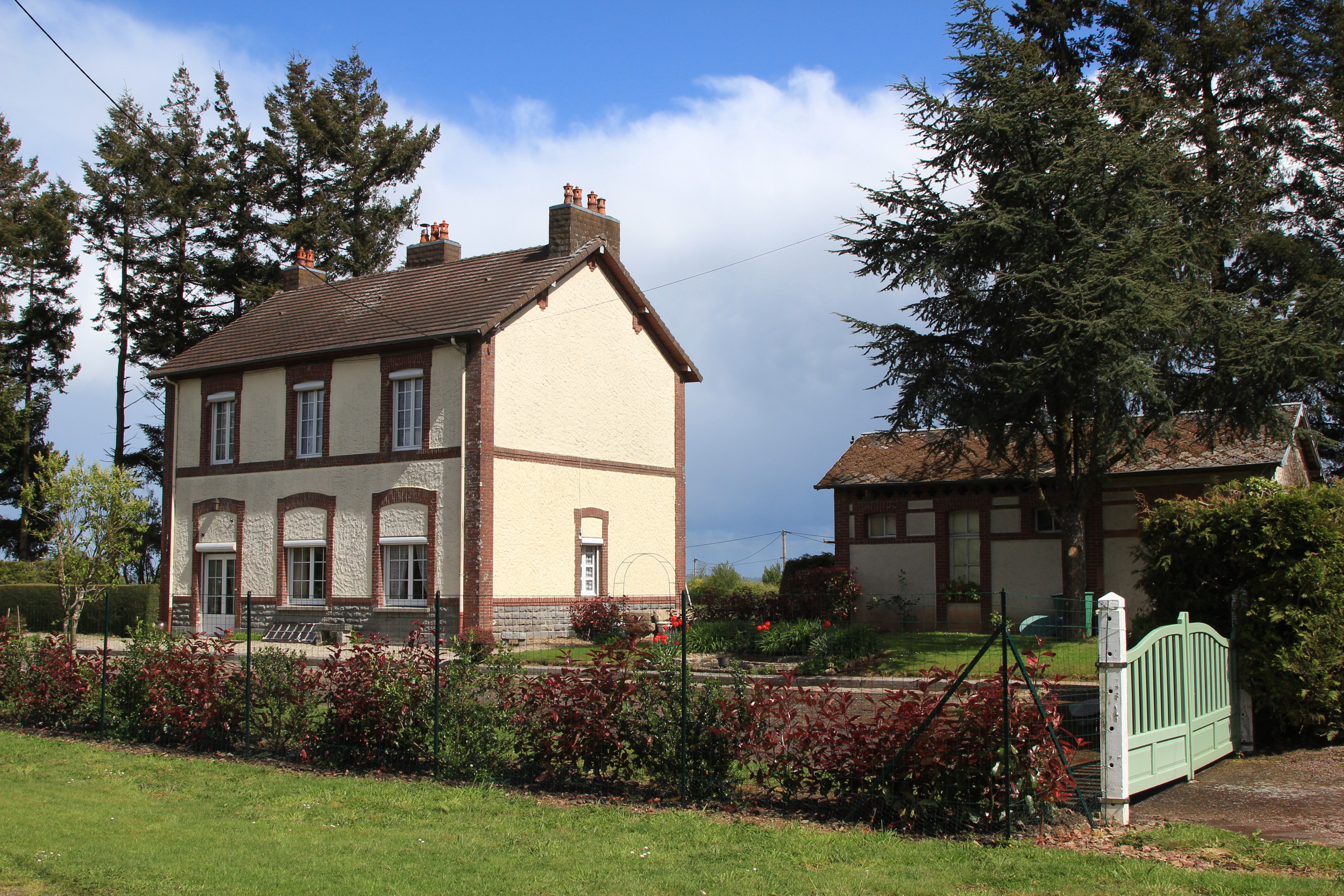
Ancienne gare de Guilberville
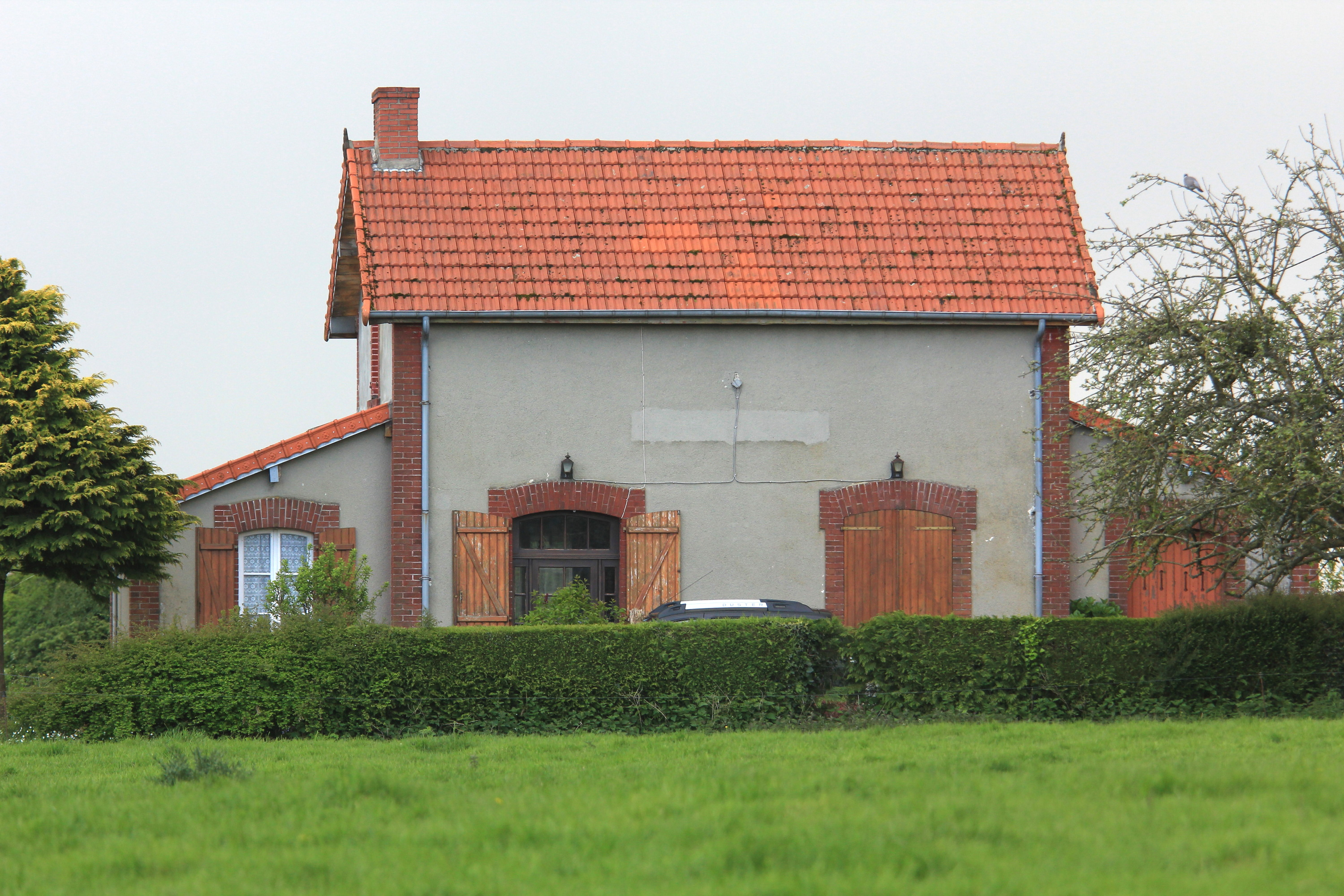
Ancien bâtiment de la halte de La Ferrière-Harang
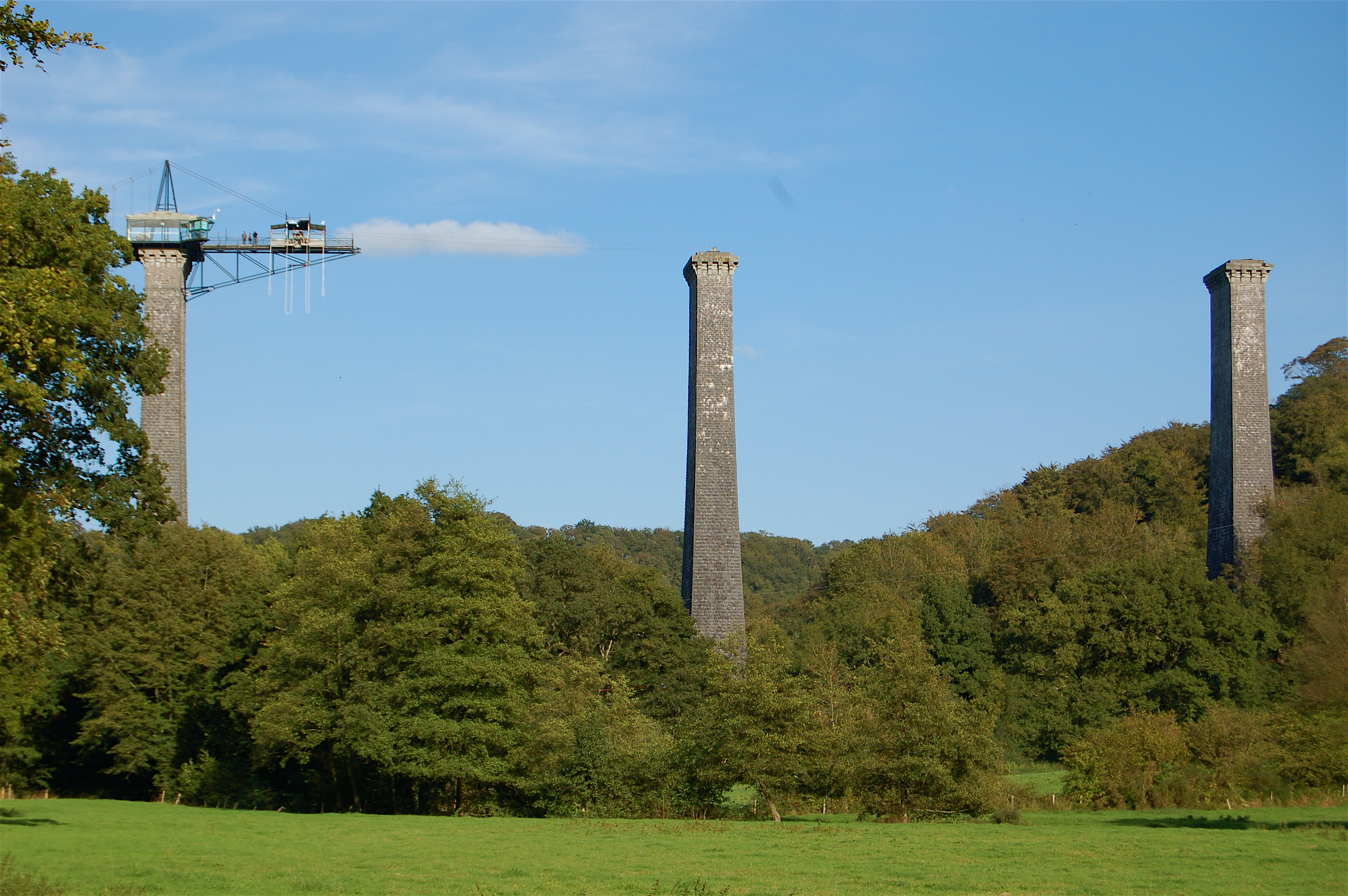
Le viaduc de la Souleuvre
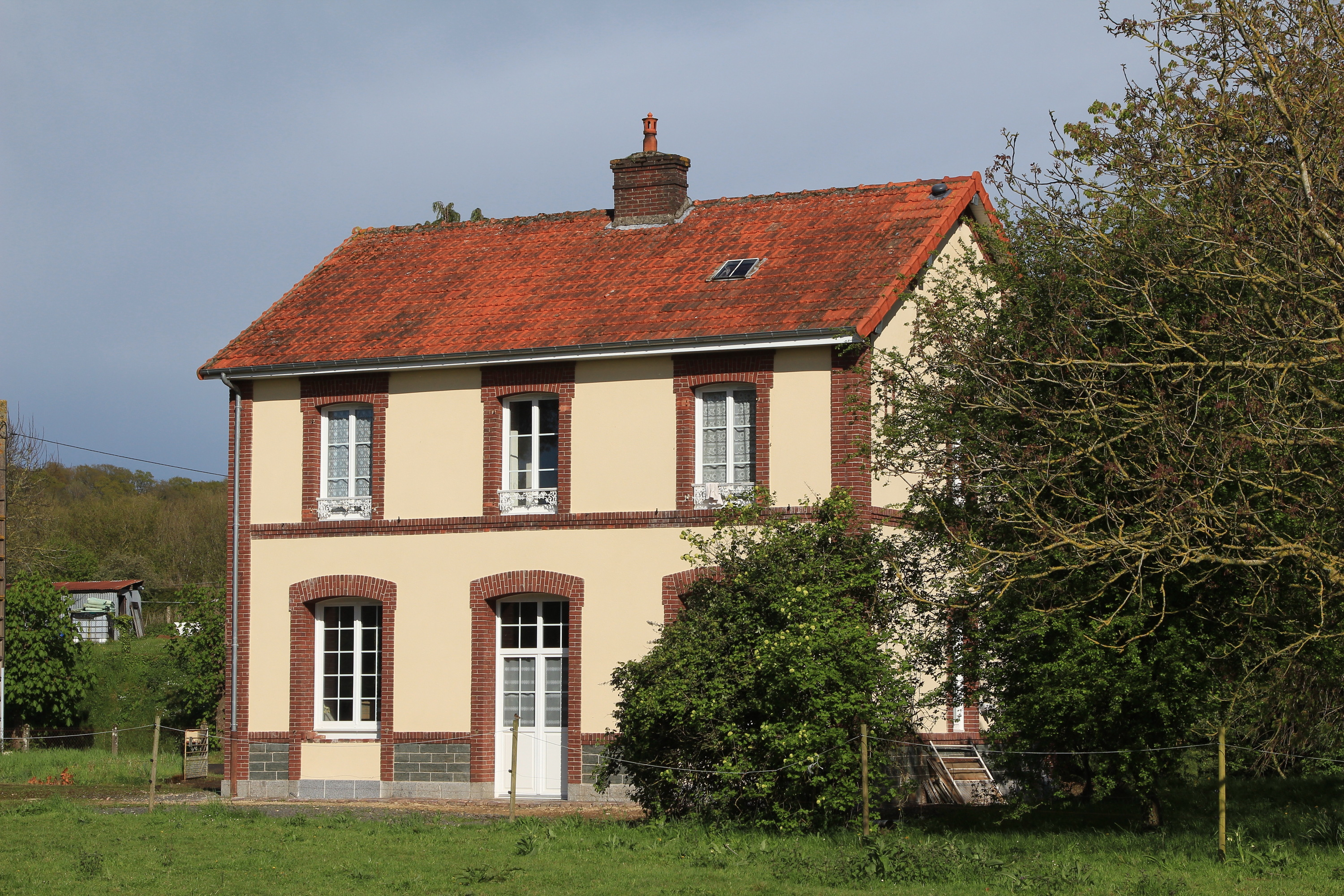
Ancienne gare de Bény-Bocage - Carville
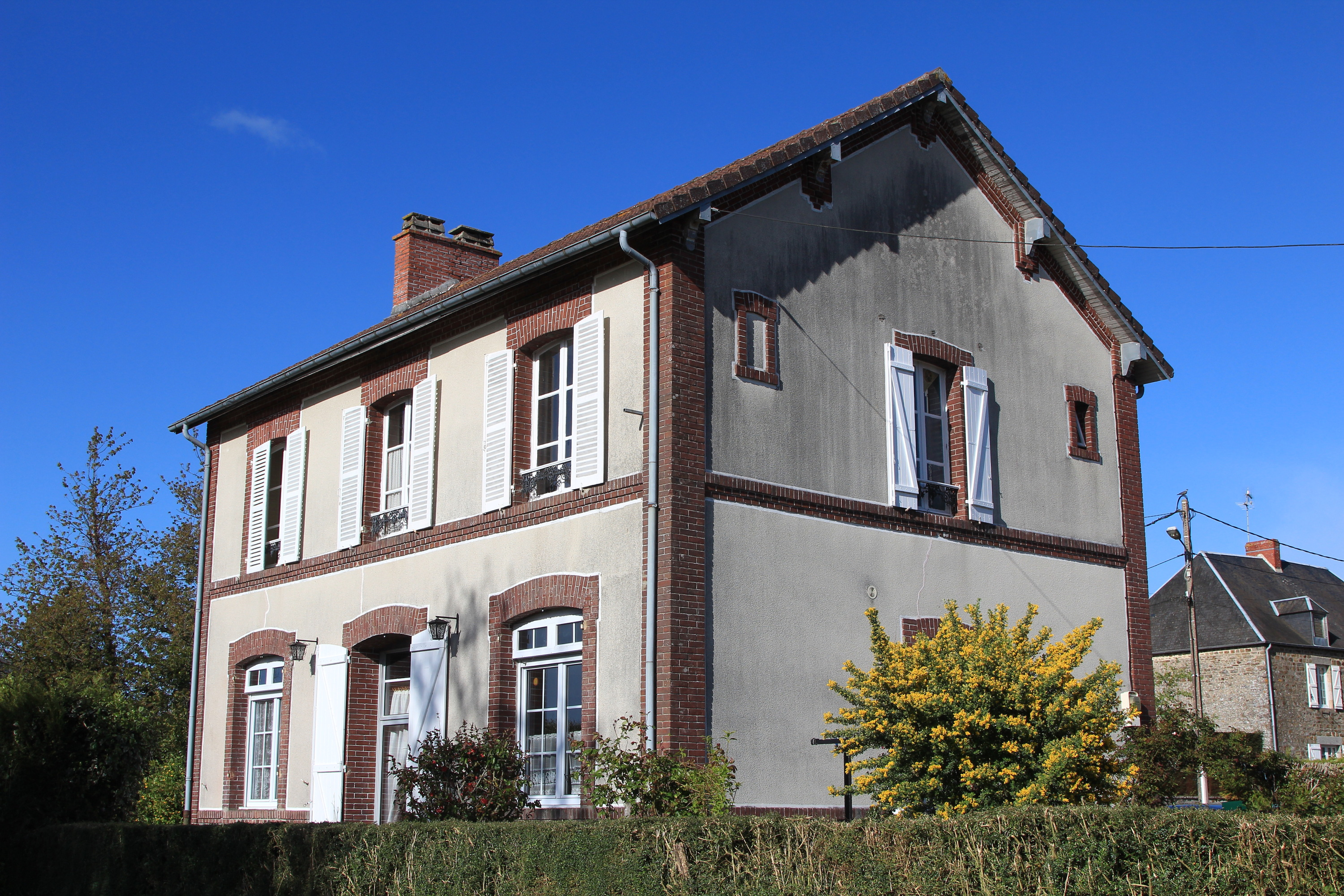
Ancienne gare de La Graverie